# Peterborough Petes
Peterborough Petes je kanadský juniorský klub ledního hokeje, který sídlí v Peterboroughu v provincii Ontario. Založen byl v roce 1956 po přestěhování týmu Kitchener Canucks do Peterboroughu. Od roku 1956 působí v juniorské soutěži Ontario Hockey League (dříve Ontario Hockey Association). Své domácí zápasy odehrává v hale Peterborough Memorial Centre s kapacitou 3 729 diváků. Klubové barvy jsou kaštanově hnědá, černá, krémová a bílá.
Nejznámější hráči, kteří prošli týmem, byli např.: Wayne Gretzky, Steve Yzerman, Lukáš Krajíček, Mike Fisher, Chris Pronger, Eric Staal, Jordan Staal, Shawn Thornton, Jassen Cullimore, Steve Larmer, Larry Murphy, Artūrs Kulda, Joey MacDonald, Steve Downie, Tom Fergus, Lubomír Štach, Jiří Sekáč, Mike Ricci, Peter Sullivan, Anssi Melametsä, Danny O'Shea, Terry Carkner, Steve Montador, Dominik Mašín nebo Cory Stillman.

## Historické názvy
Zdroj: 
- 1956 – Peterborough T.P.T Petes (Peterborough Toronto-Peterborough Transport Petes)
- 1961 – Peterborough Petes

## Úspěchy
- Vítěz Memorial Cupu ( 1× )
  - 1979
- Vítěz OHL ( 9× )
  - 1958/59, 1971/72, 1977/78, 1978/79, 1979/80, 1988/89, 1992/93, 1995/96, 2005/06

## Přehled ligové účasti
Zdroj: 
- 1956–1961: Ontario Hockey Association
- 1961–1973: Ontario Hockey Association (Divize Provincial Jr. A)
- 1963–1975: Ontario Hockey Association
- 1975–1980: Ontario Hockey Association (Leydenova divize)
- 1980–1994: Ontario Hockey League (Leydenova divize)
- 1994– : Ontario Hockey League (Východní divize)